# Lê Huy Thân
Lê Huy Thân (1752-1823), nguyên tên cũ là Giáp; là quan nhà Lê trung hưng và là nhà giáo Việt Nam.

## Tiểu sử
Lê Huy Thân sinh năm Nhâm Thân (1752) tại làng Bối Khê, huyện Thanh Oai thuộc trấn Sơn Nam (nay thuộc thành phố Hà Nội).
Tổ tiên ông có nguồn gốc từ Nghệ An. Cha ông là Lê Huy Cảnh, đỗ Hương cống (cử nhân) năm 1753; và anh ông là Lê Huy Trâm, đỗ Hoàng giáp năm 1799.
Vốn thông minh, lại được cha rèn dạy, Lê Huy Thân thi đỗ Sinh đồ (tú tài) năm 19 tuổi (1771). Năm 22 tuổi, ông thi đỗ Hương cống (cử nhân) khoa Giáp Ngọ (1774). Song đến kỳ thi Hội năm Ất Mùi (1775) thì ông chỉ vào đến tam trường, được bổ làm chức quan nhỏ là Hồng lô tự Tự ban (chánh cửu phẩm). Đến khoa Giáp Thìn (1784), ông dự thi lần nữa, nhưng kết quả vẫn y như trước. Về sau gặp luôn hai cha tang của mẹ và cha, ông xin cáo quan về nhà thủ chế.
Tháng Giêng năm Kỷ Dậu (1789), sau khi đánh tan 29 vạn quân Thanh, vua Quang Trung ban lệnh đòi các cựu thần nhà Lê đến trình diện để bổ dụng. Không tuân theo lệnh, ông đem gia quyến trốn lên Sơn Tây. Bị truy đuổi, ông lại phải thay đổi họ tên rồi đi trốn ở nhiều nơi, trong đó có động Hương Tích (Mỹ Đức, Hà Nội).
Mãi đến năm Quý Sửu (1793), ông mới trở về quê mở lớp dạy học, vì bấy giờ lệnh tìm đòi của nhà Tây Sơn không còn gắt gao như trước.
Năm 1802, ngay sau khi lên ngôi, vua Gia Long có lệnh triệu ông, nhưng ông nhất định từ chối. Năm 1807, lại có lệnh đòi ông ra làm Đồng khảo trường Kinh Bắc. Từ chối không được, ông bèn "mặc áo vải, tự bọc lương ăn" vào trường chấm thi. Sau khi xong việc, ông trở về quê quán tiếp tục dạy học, bởi ông "không muốn nhận tước lộc của tân triều, để giữ vẹn tiết với triều Lê" .
Kể từ đó, người theo học ông ngày thêm nhiều. Mỗi kỳ giảng bài và bình văn, người đến dự đông đến ba bốn trăm. Sau, số học trò ông đỗ cao có đến mấy chục người, như Hà Tôn Quyền, Phạm Vũ Dương, Nguyễn Xuân Hựu, Nguyễn Đình Lập, Nguyễn Uông...
Năm Minh Mạng thứ 4 (Quý Mùi, 1823), Lê Huy Thân tạ thế, thọ 71 tuổi. Tác phẩm của ông để lại có tập thơ Tùng vịnh, tập văn sách tứ lục...
Sinh thời, vì có đức hạnh và tài văn, nên Lê Huy Thân được người đời coi trọng. Ông cùng với anh là Lê Huy Trâm đều được gọi tôn là "Bối Khê phu tử" . Sau khi Lê Huy Thân mất, Tiến sĩ Ngô Thế Vinh có thơ vịnh hoài, và Tiến sĩ Nguyễn Tư Giản có làm câu đối đề trong nhà thờ ông như sau:
Cố quốc trung thần gia thiếu tổ,
Hưng triều trung sĩ thế sư tôn.

## Sách tham khảo chính
- Trúc Khê Ngô Văn Triện, truyện "Bối Khê phu tử" in trong Tuyển tập Trúc Khê Ngô Văn Triện. Nhà xuất bản Văn hóa Thông tin, 2003.